# Северный департамент Гаити
Северный департамент Гаити (фр. Le département du Nord) — один из 10 департаментов Гаити.
Располагается на севере страны.
Площадь составляет 2115 км², население 970 495 человек (по состоянию на 2009 год). Административный центр — город Кап-Аитьен.

## История
В конце XVIII века территория нынешнего департамента была самой плодородной областью Французского Гаити, здесь располагались крупнейшие сахарные плантации, данная территория имела большое экономическое значение. Район был оплотом богатых плантаторов, которые хотели большей автономии для своей территории (особенно в экономическом плане)
Здесь начиналась Гаитянская революция. 22 августа 1791 года началось восстание рабов. В течение 10 дней рабы взяли под контроль всю северную территорию. В ближайшие 2 месяца восставшими рабами убито 2000 белых и уничтожено 280 сахарных плантаций.
В 1804 году Гаити было объявлено независимым государством. Здесь произошёл раскол страны в 1811 году, когда Анри Кристоф объявил северные территории Королевством Гаити и короновался как король Анри I. В 1820 году он покончил жизнь самоубийством. Вскоре после этого Жан-Пьер Бойе 26 октября 1820 года захватил Кап-Аитьен, что обозначило объединение Гаити в единую страну.

## Округа и коммуны
В департамент входит 7 округа и 19 коммун:
- Акуль-дю-Нор
  - Акуль-дю-Нор (Acul-du-Nord)
  - Плен-дю-Нор (Plaine-du-Nord)
  - Мило (Milot)
- Борнье
  - Борнье (Borgne)
  - Пор-Марго (Port-Margot)
- Кап-Аитьен
  - Кап-Аитьен (Cap-Haïtien)
  - Лимонад (Limonade)
  - Картье-Морен (Quartier-Morin)
- Гранд-Ривьер-дю-Нор
  - Гранд-Ривьер-дю-Нор (Grande-Rivière-du-Nord)
  - Бахон (Bahon)
- Лимбе
  - Лимбе (Limbé)
  - Бас-Лимбе (Bas-Limbé)
- Плесанс
  - Плесанс (Plaisance)
  - Пилат (Pilate)
- Сен-Рафаель
  - Сен-Рафаель (Saint-Raphaël)
  - Дондон (Dondon)
  - Ранкитт (Ranquitte)
  - Пиньён (Pignon)
  - Виктуар (La Victoire)